# Емерих Ото Август фон Есторф
Емерих Ото Август фон Есторф (на немски: Emmerich Otto August von Estorff; * 28 октомври 172, Ебсторф; † 19 октомври 1796, Нортхайм) от стария долно-саксонски род Есторф, е господар на Беренсдорф и Верзен, генерал-лейтенант в курфюрство Брауншвайг-Люнебург.

## Произход и военна кариера
Той е син на Лудолф Ото фон Есторф († 1759) и съпругата му Елеонора де Фарки де Ст. Лорант (1701 – 1784), единствена дъщеря на брауншвайг-люнебургския генерал-лейтенант на кавалерията Амори де Фарки де Сент-Лорент (1652 – 1729).
През 1741 г. Емерих става офицер. През Седемгодишната война на 1 април 1757 г. той е бригада-майор на кавалерията в генералния щаб. Есторф е изпратен със съобщението за победата в Лондон и там крал Джордж II го прави на 10 август на полковник-лейтенант. На 9 декември 1762 г. той е генерал-квартир-майстер.
Емерих основава училище за кадети в Нортхайм. Той пише за своите представи за обучението на офицерите. На 9 септември 1777 г. става генерал-лейтенант, а през 1781 г. генерал-инспектор на кавалерията.

## Фамилия
Емерих Ото Август фон Есторф се жени на 28 май 1761 г. за Хелена фон дер Шуленбург (* 6 октомври 1734; † 9 декември 1776), дъщеря на генерал-лейтенант граф Адолф Фридрих фон дер Шуленбург (1685 – 1741) и Анна Аделхайд Катарина фон Бартенслебен (1699 – 1756). След нейната смърт той се жени втори път на 18 юли 1777 г. в Моринген за Луиза Албертина фон Мюнххаузен (* 22 юни 1754; † 15 август 1810).